# Hyde Park
O Hyde Park é um parque no centro de Londres, na Inglaterra. É famoso pela sua esquina do Orador.
Junto com os jardins Kensington, que ficam adjacentes, forma uma das maiores áreas verdes da cidade, com 2,5 km² de área. Ele é atravessado pelo lago Sinuoso (Serpentine).
O parque Hyde é oficialmente reconhecido como um dos parques reais de Londres.

## História

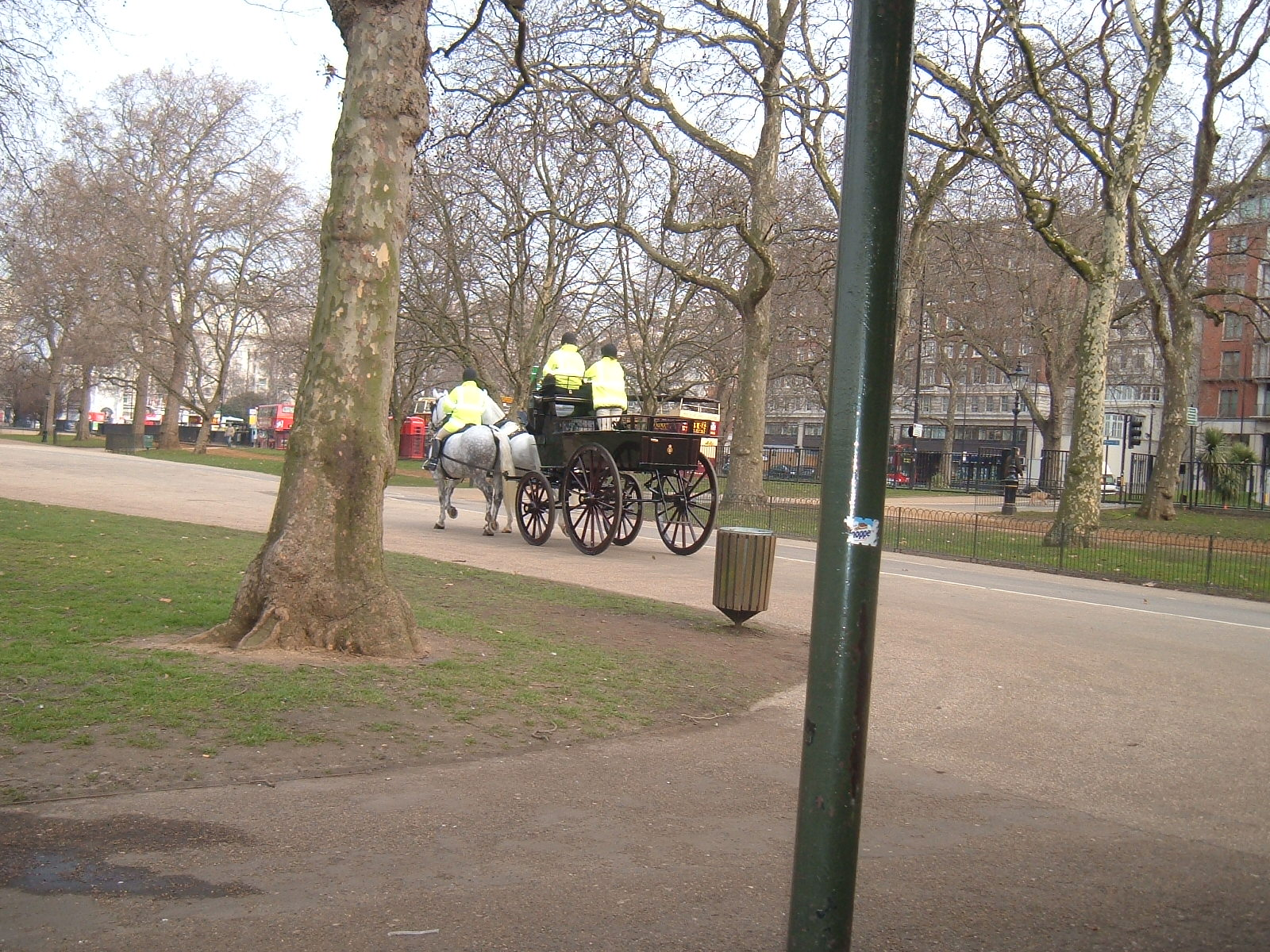
O interior do Parque Hyde.

Originalmente, a área onde hoje se encontra o parque era propriedade dos monges da abadia de Westminster. Foi adquirida em 1536 pelo rei inglês Henrique VIII, que, acompanhado de membros da corte, tinha, como hábito, caçar na região. O uso do parque Hyde (nome que vem de hide, uma unidade de medida que compreende em torno de 0,24 a 0,49 km², sendo esse o tamanho original do parque) era restrito à caça até o reinado do rei inglês Jaime I, quando o parque passou a ter acesso limitado. Somente em 1637, sob o reinado do rei inglês Carlos I, o público em geral teve sua entrada permitida.
Em 1665, quando a peste negra dizimava a população londrina, muitos decidiram acampar no parque, na esperança de serem poupados da doença.
No fim do século XVII, o rei inglês Guilherme III transferiu a corte para o palácio de Kensington. Considerando que o caminho até o palácio de São Tiago era demasiado perigoso, em 1690, o rei decidiu instalar trezentas lâmpadas a óleo numa estrada que atravessava o parque Hyde (esta acabou sendo a primeira estrada artificialmente iluminada do país). Essa nova via ficou (e ainda é) conhecida como Rotten Row, que é uma versão inglesa do francês Route de Roi, que significa "Caminho do Rei".

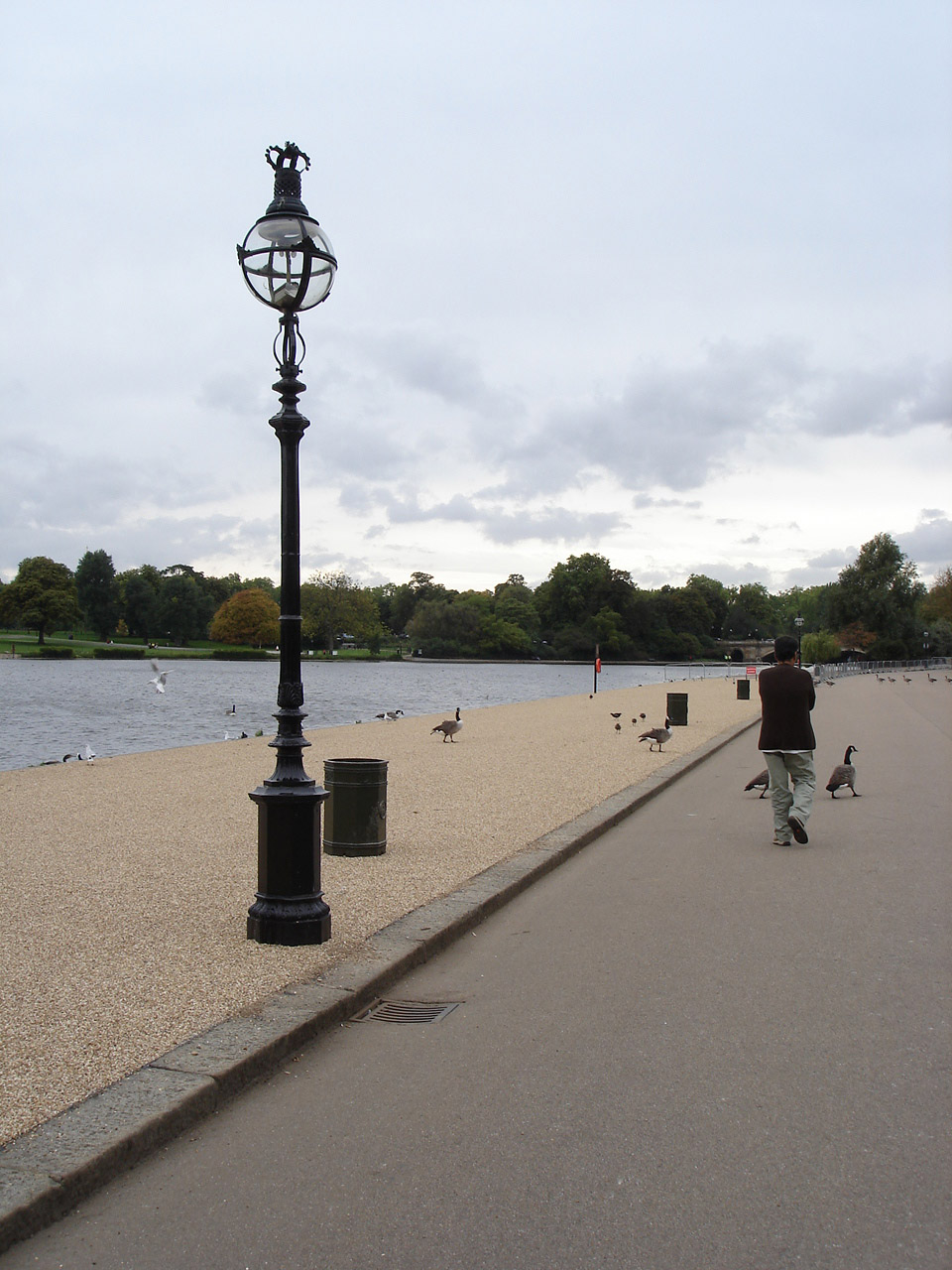
Proximidades do Lago Serpentine, no Parque Hyde.

Na década de 1730, Carolina de Ansbach, esposa do rei inglês Jorge II, realizou várias mudanças no parque, incluindo a criação do lago Sinuoso.
Com o passar dos anos, o parque Hyde se tornou um lugar para celebrações nacionais. Em 1814, o príncipe-regente (que, mais tarde, seria coroado como Jorge IV) organizou um lançamento de fogos de artifício, comemorando o fim das guerras Napoleônicas. Mais tarde, foi construído, no parque, o palácio de Cristal, palco da Grande Exposição de 1851.
Em 1855, um grupo reformista usou o parque para fazer protestos, o que ocasionou um grande embate com a polícia. Isso durou até 1872, quando o primeiro-ministro passou uma lei permitindo atos públicos numa parte específica do parque, que ficou conhecida como esquina do Orador. Até hoje, essa é uma área onde qualquer pessoa pode, em princípio, protestar sobre qualquer tópico. Uma das maiores manifestações aconteceu em 2003, quando mais de 1 000 000 de pessoas protestaram contra a guerra do Iraque.
Em 1881, foi estabelecido o primeiro cemitério público dedicado inteiramente a animais de estimação, que fechou em 1903.

## Atualmente
Hoje em dia, o parque possui uma infraestrutura considerável, com restaurantes, cafés, banheiros públicos, um centro de aprendizado sobre natureza e a vida selvagem.